# Nqwebasaurus thwazi
Il nqwebasauro (Nqwebasaurus thwazi) è un dinosauro carnivoro appartenente ai celurosauri, vissuto tra il Giurassico superiore e il Cretaceo inferiore (Titoniano/Valanginiano, 145-135 milioni di anni fa). I suoi resti sono stati ritrovati in Sudafrica. È il più antico rappresentante dei celurosauri nei continenti meridionali.

## Descrizione
Questo dinosauro è conosciuto grazie a uno scheletro parziale, comprendente un cranio parziale, alcune vertebre cervicali e dorsali, un pube, zampe anteriori e posteriori quasi complete e alcune costole ventrali (gastralia). L'esemplare è quasi sicuramente un giovane (a causa del grado di fusione tra le ossa), lungo circa 90 centimetri e alto circa 30 centimetri. Si suppone che un esemplare adulto possa aver raggiunto il metro e mezzo di lunghezza. Nqwebasaurus era dotato di un corpo snello, con lunghe zampe posteriori e corte zampe anteriori; l'omero era robusto, e la mano era allungata e dotata di tre dita. Il primo dito era ben sviluppato e potrebbe essere stato opponibile alle altre due, ed era presente un artiglio ricurvo piuttosto ingrandito.

## Classificazione
Rinvenuto nella formazione Kirkwood (da qui il soprannome "Kirky" attribuito all'animale) nel 2000, Nqwebasaurus è considerato un membro primitivo dei celurosauri, forse imparentato con Ornitholestes, del Giurassico americano. Il nome deriva dalla parola di lingua Xhosa "Nqweba", che indica la regione di Kirkwood dove è stato trovato l'esemplare. L'epiteto specifico, thwazi, deriva da un'altra parola Xhosa, che significa "veloce corridore", con riferimento alla natura da predatore attivo dell'animale.